# Mike Pompeo
Michael Richard Pompeo (Orange, Kalifornia, 1963. december 30. –) amerikai politikus és üzletember, az ország 70. külügyminisztere. Kinevezése előtt a Központi Hírszerző Ügynökség (CIA) igazgatója volt. Ezt megelőzően Kansas állam 4. szövetségi választókörzetét képviselte az Amerikai Egyesült Államok Képviselőházában 2011-től 2017-ig.
Pompeo a Kalifornia déli részén fekvő Orange megyében született és nevelkedett. A középiskola elvégzése után a West Point-i katonai akadémiára járt, ahol évfolyamelsőként végzett 1986-ban. Ezután tisztként szolgált a hadseregben 1986-tól 1991-ig. Századosi rangban szerelt le.
A katonai szolgálat után a Harvard Egyetem jogi karára járt, ahol szerkesztője volt a nagy presztízsű Harvard Law Review szakmai folyóiratnak. 1994-ben végzett.
A jogi egyetem elvégzése után a washingtoni Williams & Connolly jogi irodánál helyezkedett el ügyvédként; adójoggal foglalkozott. 1996-ban Kansasba költözött, és társalapítója lett a Thayer Aerospace nevű repülőgépalkatrész-gyártó cégnek. Később a Sentry International nevű, olajbányászati gépeket gyártó cég elnöke lett.
2010-ben Pompeo politikai pályára lépett, és a Republikánus Párt képviselőjelöltjeként sikerrel indult a kongresszusi választáson a kansasi 4. számú választókerületben. 2011. január 3-án lépett hivatalba, és ezt követően újraválasztották 2012-ben, 2014-ben és 2016-ban is. Nem sokkal a 2016-os választások után – 2017. január 23-án – Donald Trump elnök kinevezésével a CIA igazgatója lett.
Tizenöt hónapos hírszerzőfőnöki munka után 2018. április 26-án külügyminiszter lett.

## Fordítás
- Ez a szócikk részben vagy egészben  a   Mike Pompeo című skóciai angol Wikipédia-szócikk ezen változatának fordításán alapul.  Az eredeti cikk szerkesztőit annak laptörténete sorolja fel. Ez a jelzés csupán a megfogalmazás eredetét és a szerzői jogokat jelzi, nem szolgál a cikkben szereplő információk forrásmegjelöléseként.